# 184P/Lovas
184P/Lovas, o anche Lovas 2, è una cometa periodica appartenente alla famiglia delle comete gioviane. È stata scoperta il 28 novembre 1986 dall'astronomo ungherese Miklós Lovas.
Dopo la scoperta avvenuta il 28 novembre 1986, la cometa diminuì notevolmente di luminosità e non fu osservata nei due successivi passaggi al perielio. Fu riscoperta casualmente il 9 gennaio 2007; questa circostanza permise di correggere le effemeridi di ben 18,6 giorni. Successivamente è stata osservata sia nel passaggio del 2013 che in quello del 2020.